# Aeroportul Chevery
Aeroportul Chevery (IATA: YHR, ICAO: CYHR) este un aeroport din Chevery⁠(d), Côte-Nord-du-Golfe-du-Saint-Laurent⁠(d), Le Golfe-du-Saint-Laurent⁠(d), Côte-Nord⁠(d), Provincia Québec, Canada.
Situat la o altitudine de 12 m, aeroportul dispune de o singură pistă. Este operat de Côte-Nord-du-Golfe-du-Saint-Laurent⁠(d).